# Chyžnianský potok
Chyžnianský potok – potok, lewy dopływ rzeki Muráň na Słowacji. Ma 6 cieków źródłowych wypływających na południowych stokach grzbietu łączącego szczyty Kohút (1409 m) i Biela skala (882 m) w Górach Stolickich w Łańcuchu Rudaw Słowackich. Najwyżej położone cieki wypływają na wysokości około 870 m. Na wysokości około 430 m przyjmuje niewielki lewy dopływ (Hladomorný potok) i od tego miejsca spływa w kierunku południowym. Wkrótce opuszcza porośnięte lasem zbocza Gór Stolickich, wypływa na obszary pól uprawnych w dolinie rzeki Mur. Tutaj przyjmuje swój największy dopływ – Kozí potok. Następnie przepływa przez miejscowość Chyžné, pod drogą krajową nr 532 i linią kolejową i na wysokości około 310 m uchodzi do Murania.
Gorna część zlewni Chyżniańskiego Potoku znajduje się w porośniętych lasem zboczach Gór Stolickich, dolna to obszary pół uprawnych i zabudowań miejscowości Chyžné i Lubeník.